# Sapindaceae
Las sapindáceas (Sapindaceae) son una familia de plantas perteneciente al orden Sapindales. Comparte con otras familias del orden Sapindales sus hojas creciendo en espiral, su forma pinaticompuesta (a veces palmada, trifoliada o con un solo foliolo), con un foliolo en el ápice y las flores tienen un disco nectarífero evidente rodeando al ovario. Hay alrededor de 140-150 géneros con 1400-2000 especies nativas de países cálidos. Entre otros géneros, pertenecen a ella los arces, los castaños de Indias, el litchi y el castañito chino florido.

## Características
Son árboles, arbustos, lianas y hierbas, frecuentemente bejucos. Hojas esparcidas. A menudo con células secretoras. Flores hermafroditas, o unisexuadas por aborto, zigomorfas, en general pentámeras, generalmente con un disco anular excéntrico entre la corola y el androceo, con 8-10 estambres; gineceo de 2-3 carpelos concrescentes, con un único óvulo cada uno. Fruto variable, capsular, seco e indehiscente, esquizocárpico, en baya o drupa.

## Ex Aceraceae
Como Aceraceae se agrupaba anteriormente a unas 125 especies nativas de las regiones frías del hemisferio norte, en los géneros vegetales Acer (los arces) y Dipteronia; estudios genéticos recientes han llevado a reclasificarlos en la familia de las sapindáceas, subfamilia Hippocastanoideae, tribu Acerae, y no se emplea actualmente.
Las especies de este taxón son árboles o arbustos, generalmente caducifolios, con hojas opuestas palmatilobadas o en ocasiones pinnaticompuestas. Presentan flores hermafroditas o unisexuales, actinomorfas, diclamídeas o a veces apétalas, es decir, (monoclamídeas sin corola), tetrámeras o pentámeras, hipoginas; agrupadas en corimbos o en panículas. Frutos en disámara (aquenios alados).

## Subdivisiones taxonómicas
Actualmente están aceptadas 4 subfamilias.

### Subfamilias
- Xanthoceroideae Thorne & Reveal: monogenérica (Xanthoceras Bunge, 1833) y monoespecífica (Xanthoceras sorbifolia,  norte de China, anteriormente en la tribu Harpullieae Radlk., 1890 de la subfamilia Sapindoideae[2]).
- Hippocastanoideae Dumortier: 5 géneros 143 especies, con el género Acer, L., 1753 que tiene 126. Hemisferio norte templado; algunas tropicales y, en este caso, generalmente en montañas.
- Dodonaeoideae Burnett: 22 géneros -con 70 especies del género Dodonaea, P.Miller, 1754-  y un total de 145 especies. Pantropical-templado cálido, especialmente en Australia y sureste de Asia.
- Sapindoideae Burnett: 111 géneros y 1340 especies. Principales géneros con número de especies: Serjania (230), Paullinia (195), Allophylus (1-250), Guioa (65), Cupaniopsis (60), Talisia (42), Cupania (50), Matayba (50). Pantropical.

### Géneros
- Véase: Anexo:Géneros Sapindaceae